# На блідому коні
«На блідому коні» (англ. On a Pale Horse) — фентезійний роман американського письменника Пірса Ентоні, вперше надрукований 1983 року. Перша з восьми книг серії «Втілення безсмертя». У книзі йдеться про Зейна, фотографа, який збирається покінчити життя самогубством, який замість цього вбиває Смерть і повинен зайняти свій офіс. Роман надихнув на п’ятивипускну серію коміксів, випущену видавництвом Innovation Publishing з 1991 по 1993 рік, але Innovation припинило роботу, перш ніж випустити шостий і останній випуск. Книга також стала натхненням для телевізійного серіалу «Мертві, як я», який працював на передумові, що на планеті працює кілька Похмурих женців.

## Сюжет
У 1980-х роках Зейн живе жалюгідним життям без грошей і роботи. Коли торговець магічними дорогоцінними каменями обманом позбавляє Зейна можливості завести роман, Зейн вирішує покінчити з собою. Коли він починає натискати на курок, бачить привид Смерті (Танатос), який наближається до нього. Злякавшись, він дістає пістолет зі своєї голови і стріляє Смерті прямо між очей. Потім його відвідує жінка, яка представляється як Доля, яка наполягає на тому, що Зейн тепер повинен зайняти позицію чоловіка, якого він убив, оскільки той, хто вбиває Смерть, повинен стати новою Смертю. Коли Зейн спускається вниз, то вперше бачить блідий лімузин із номерним знаком «Мортіс»... його Смертельний кінь (Смерть сидить на блідому коні), який може приймати форму блідого човна, літака, або блідого лімузина, а також форма блідого коня. Після цього доля відходить і залишає Зейна під опікою Хроноса, Втілення Часу, який потім інструктує Зейна як користуватися своїм годинником смерті, оскільки Мортіс змінює форму, як використовувати інші інструменти в офісі та які саме його нові обов’язки. Це передбачає проживання в Чистилищі та відвідування Землі, щоб зібрати душі людей, які перебувають у тісному балансі між добром і злом і не можуть без допомоги визначити своє одвічне призначення (рай чи пекло). Під час вивчення роботи він виявляє, що його поява в офісі Смерті не була випадковою, а була спровокована могутнім магом (Седрік Кафтан-молодший). Незважаючи на те, що він смертний, цей маг має міцні зв’язки з іншими Втіленнями з Чистилища та відкриває Зейну, що Втілення Долі влаштувало долю Зейна для цілей чарівника. Існує пророцтво, яке говорить, що Луна Кафтан, донька чарівника, призначена піти в політику та перешкодити планам Сатани, Втіленню Зла. Таким чином, Луна Кафтан є мішенню для сил пекла і потребує надприродного захисту. Чарівник, який провів багато досліджень, вважає, що Зейн є найкращим кандидатом на Втілення Смерті, щоб закохатися в Луну і таким чином захотіти захистити її.
Єдиний спосіб для чарівника Кафтана зустрітися зі Смертю без відома Сатани — померти з душею в рівновазі. Чарівник вирішує пожертвувати власним життям, щоб познайомити Зейна з Луною та пояснити Зейну обставини, які привели його в офіс Смерті.
Проте плани мертвого чарівника, здається, йдуть наперекосяк. Через маніпуляції Диявола Луні також судилося померти, перш ніж вона зможе виконати пророцтво. Чарівник використав занадто багато чорної магії, щоб його душа була в рівновазі. Щоб привести його в рівновагу перед самогубством, він переніс надлишок зла у своїй душі в душу Луни, яку, як він припустив, невинна в злі. Однак на душі Луни вже лежить тягар зла, і схема її батька відправила її на шлях до Пекла. Щоб виправити це, вона зголосилася помінятися місцями з одним із інших клієнтів Смерті. Жертвуючи власним життям заради порятунку іншого, їй вдається врівноважити зло на своїй душі.
Її дії потрапляють прямо в пастку Сатани, якому байдуже, потрапить донька в рай чи в пекло, головна, що вона помре й більше не становитиме загрозу для його планів. Однак Зейн до цього часу вже закохався в Луну, як і планував чарівник, і відмовляється забрати душу коханої жінки.
Тепер мотиви вибору чарівником Зейна стали йому зрозумілими, коли інші чотири Втілення (Час, Доля, Війна та Природа) із Чистилища підходять до нього та пояснюють, що всі вони брали участь у плані. Попередню Смерть не можна було змусити зрадити свої посадові обов’язки заради кохання, тому Втілення Безсмертя вирішили замінити його молодим, упертим чоловіком, таким як Зейн, який зміг би це зробити.
Оскільки душа Луни наступна в черзі, Зейн не може забрати душі інших смертних, доки не розбереться з її душею. Він відмовляється це зробити, тим самим оголошуючи страйк і залишаючи помираючих смертних в агонії, нездатних бути звільненими смерттю. Оскільки це не на користь Сатани, він спочатку намагається підкупити Зейна, а потім залякати його, щоб він повернувся до роботи.
Проте Зейн мав розмову з Геєю, Втіленням Природи, яка продемонструвала йому абсолютну владу й володіє кожним Втіленням у власній сфері впливу. Зрештою Зейн усвідомлює, що Сатана неприступний для Смерті й не може постраждати в межах цієї посади. Як Втілення, сам Сатана має душу і підпорядковується владі Зейна. Конфлікт закінчується внічию, і Сатана не має іншого вибору, як визнати свою поразку.
Після розкриття змови Сатани Чистилище змінює долю Луни, і вона може повернутися до життя. Зейн знімає свій удар, і з Луною під його захистом Сатана більше не може втручатися в її долю за допомогою смерті.

## Атрибути Смерті

### Плащ смерті
Ця накидка забезпечує максимальний захист від усих видів зброї, а також майже від будь-якої форми фізичних травм. Це магічний захист дозволяє Смерті виглядати невидимою для будь-кого, хто дивиться на неї, тобто він виглядає як поліцейський на місці аварії. Єдині люди, які можуть її побачити, це вмираючий та живий «клієнт», близькі людині або дуже релігійні. Коли капюшон плаща натягується на обличчя, замість обличчя її власника утворюється маска у формі скелета. Смерть має здатність викликати загальний стан депресії у кожного, хто дивиться на неї, «погляд смерті». Це частина костюма Смерті.

### Рукавички і взуття смерті
Доповнюють костюм рукавички та тапочки смерті. Магічним чином вони дають Смерті силу відкривати зачинені двері та ходити по воді, захищаючи від будь-якої небезпеки. Окрім цього, вони імітують типовий вигляд скелета втілення Смерті.

### Годинник смерті
Смерть носить важкий, добре зроблений багатофункціональний хронометр (годинник); годинник також підключений до Chronos і має можливість зупинити час у певному місці. Першою здатністю годинника є відображення зворотного відліку, який показує час, що залишився у людини, доки її душа потребує допомоги Смерті. Інше призначення - показати час, втрачений під час пауз, викликаних перевтіленням Смерті. Годинник також може давати час для подорожей між «клієнтами».

### Коса
У Смерті є магічна коса, яка надає власнику здатність прорізати будь-який матеріал або речовину, у тому числі й полум'я. Коса також пропонує можливість знищувати надприродні істоти. Вона також використовується для безболісного збирання душ людей, також будучи знаряддям Смерті.

## Відгуки
Дейвід Ленгфорд написав рецензію до роману «На блідому коні» для «White Dwarf» №66, де зазначив, що «одна з причин, чому ця книга працює: питання життя і смерті заслуговують на таку агонію — книги Ксанта витрачають її на білу брехню чи манери за столом. Інша причина: свіжі та винахідливі механіка магії та потойбічного життя, тоді як Ксант був згладжений. Не чудова література, але гарна розвага».

## Огляди
- Рецензія Деббі Ноткін (1983) на сторінках Locus, №273, жовтень 1983[2]
- Рецензія Мері С. Вайнкауф (1984) на сторінках SF & Fantasy Review, квітень 1984 року
- Рецензія Френка Каталано (1984) на сторінках Amazing Science Fiction, травень 1984 року
- Рецензія Ніла Вілгуса (1985) на сторінках Science Fiction Review, весна 1985 року.

## Ліберати
Метьюз вважає, що «На блідому коні» «досліджує унікальну здатність фентезі (й Ентоні зокрема) втілювати абстракції. У романі втілення Смерті бере участь у символічних взаємодіях, написаних з метою допомогти читачам змиритися з неминучим кінцем життя».